# Лапенис, Донатас
Донатас Лапенис (лит. Donatas Lapienis; 8 апреля 1936, Каунас — 10 апреля 2014, Вильнюс) — литовский шахматист, гроссмейстер ИКЧФ (1979). Инженер-конструктор.
Неоднократный чемпион Вильнюса и призёр ряда чемпионатов Литовской ССР в очной игре. Лучшие результаты в международных соревнованиях по переписке: обладатель Кубка Европы (финал — 1966—1971) в составе команды Литовской ССР (лучший результат на 4-й доске), победитель международного турнира (1975—1978), организованного Шахматной федерацией Польши.
В период 1989—1991 был обладателем высшего рейтинга ИКЧФ в мире — 2715.

## Изменения рейтинга
| Графики недоступны из-за технических проблем. См. информацию на Фабрикаторе и на mediawiki.org. |